# Stibiotantalite
La stibiotantalite è un minerale appartenente al gruppo della cervantite.